# Johann Etzel
Johann Etzel (* 26. April 1870 in Nürnberg; † 24. August 1937 in Bad Reichenhall) war ein deutscher Generalmajor der Reichswehr. 

## Leben

### Familie
Etzel war der Sohn eines bayerischen Hartschiers. Er heiratete Hermine Högenstaller, mit der Etzel zwei Kinder hatte.

### Militärkarriere
Nach dem Besuch eines Humanistischen Gymnasiums trat Etzel am 7. August 1890 als Freiwilliger in das 18. Infanterie-Regiment „Prinz Ludwig Ferdinand“ der Bayerischen Armee in Landau in der Pfalz ein. Dort wurde er nach dem Besuch der Kriegsschule am 5. März 1892 zum Sekondeleutnant befördert. Als Oberleutnant absolvierte Etzel dann von 1901 bis 1904 die Kriegsakademie, die ihm die Qualifikation für die Brigadeadjutantur aussprach. Mitte Dezember 1905 wurde er als Adjutant zur 12. Infanterie-Brigade nach Regensburg versetzt und dort am 23. Juni 1907 zum Hauptmann befördert. Als solcher war Etzel ab 18. November 1908 Kompaniechef im 9. Infanterie-Regiment „Wrede“ und wurde am 7. Januar 1914 Major.
Mit Ausbruch des Ersten Weltkriegs wurde Etzel zum Kommandeur des IV. Bataillons des Reserve-Infanterie-Regiments 4 ernannt. Mit dem Regiment nahm er an den Kämpfen in Lothringen und später in Frankreich teil. 1915 kehrte Etzel zum 9. Infanterie-Regiment „Wrede“ zurück und übernahm das II. Bataillon. In der Folgezeit war er weiter an der Westfront eingesetzt, stieg 1917 zum stellvertretenden Regimentsführer auf und wurde schließlich am 28. März 1918 Kommandeur des Reserve-Infanterie-Regiments 10. Für sein Wirken während des Krieges hatte er beide Klassen des Eisernen Kreuzes, das Ritterkreuz des Königlichen Hausordens von Hohenzollern mit Schwertern, das Verwundetenabzeichen in Schwarz sowie den Bayerischen Militärverdienstorden III. Klasse mit Schwertern erhalten.
Nach dem Waffenstillstand von Compiègne führte Etzel die Reste seines Regiments in die Heimat zurück, wo es am 15. Dezember 1918 in Straubing eintraf, demobilisiert und am 19. Dezember 1918 aufgelöst wurde. Anschließend wurde Etzel zum 9. Infanterie-Regiment „Wrede“ rückversetzt und fungierte dort als Kommandeur der Abwicklungsstelle. Nachdem auch dieses Regiment demobilisiert und aufgelöst worden war, folgte seine Übernahme in die Vorläufige Reichswehr und seine Verwendung als Stabsoffizier beim Reichswehr-Infanterie-Regiment 45. Im Zuge der weiteren Heeresreduzierung und Schaffung der eigentlichen Reichswehr kam Etzel als Oberstleutnant in das 20. (Bayerisches) Infanterie-Regiment und wurde dort am 1. April 1922 zum Oberst befördert. Zwei Jahre später erhielt Etzel den Posten als Kommandant von Magdeburg. Von dieser Stellung wurde er am 30. Januar 1926 abberufen und anschließend mit dem Charakter als Generalmajor aus dem aktiven Militärdienst verabschiedet.